# Arvin, Kalifornien
Arvin är en stad (city) i Kern County, i delstaten Kalifornien, USA. Enligt United States Census Bureau har staden en folkmängd på 19 579 invånare (2011) och en landarea på 12,5 km².

## Historia
Försäljning av tomträttigheter i dagens Arvin började 1906. 1914 fick samhället sitt första postkontor och från 1960 räknas Arvin som en stad 